# 羅斯科納 (加利福尼亞州)
羅斯科納（英語：Ross Corner）是位於美國加利福尼亞州因皮里爾縣的一個非建制地區。該地的面積和人口皆未知。

## 地理
羅斯科納的座標為32°46′53″N 114°35′25″W / 32.78139°N 114.59028°W，而該地的平均海拔高度為40米（即131英尺）。